# 31.ª Divisão (Japão)
A 31ª Divisão foi uma divisão de infantaria do Império do Japão que serviu durante a Segunda Guerra Mundial. A divisão foi formada 22 de março de 1943 em Kofu, sendo desmobilizada no mês de setembro de 1945.

## Comandantes
| Comandante                    | Data                                        |
| ----------------------------- | ------------------------------------------- |
| Lt. General Yukinori Sato     | 25 de março de 1943 - 5 de julho de 1944    |
| Lt. General Tsuchitaro Kawada | 5 de julho de 1944 - 30 de setembro de 1945 |

## Subordinação
- 15º Exército - maio de 1943
- Exército de Campo Burma - 1945